# Le Bar-sur-Loup
Le Bar-sur-Loup là một xã ở tỉnh Alpes-Maritimes, vùng Provence-Alpes-Côte d’Azur ở đông nam nước Pháp.

## Thành phố kết nghĩa
- Poquoson, Virginia, Mỹ.[1]